# Voluntarisme (política)

El símbol utilitzat sovint pels voluntaristes.

Bandera anarcocapitalista, utilitzada sovint pels voluntaristes.

Voluntarisme és en política un plantejament propi del llibertarisme que promou que totes les formes d'associació humana han de ser voluntàries. El principi més utilitzat pels promotors d'aquest plantejament és el principi de no-agressió.